# Свер
Свер (осет. Сер, груз. სვერი — Свери) — село в Закавказье, расположено на севере Цхинвальского района Южной Осетии, фактически контролирующей село; согласно юрисдикции Грузии — в Горийском муниципалитете.

## География
Село располагается к северу от грузинонаселённого (до августа 2008 года) анклава Тамарашени-Кехви.

## Население
По переписи 1989 года в селе жил 101 человек, в том числе грузины составили 60 человек (60 %), осетины — 41 человек (40 %). После изгнания осетинского населения и периода грузинского контроля над селом в 1992—2008 гг. основное население составили грузины. По переписи 2002 года (проведённой властями Грузии, контролировавшей часть Цхинвальского района на момент проведения переписи) в селе жило 116 человек, в том числе грузины составили 84 % от всего населения.

## История
В период южноосетинского конфликта в 1992—2008 гг. село находилось в зоне контроля Грузии и являлось самым северным в этой зоне. Российские и осетинские СМИ заявляли, что с позиций около села Свери в конце июля и в августе 2008 года шли обстрелы в сторону осетинского села Андис (Андзиси). После войны в августе 2008 года село перешло под контроль РЮО.

## Топографические карты
- Лист карты K-38-64 Цхинвали. Масштаб: 1 : 100 000. Состояние местности на 1987 год. Издание 1989 г.